# Raquel Peña
Raquel Peña Rodríguez de Antuña (Santiago de los Caballeros, Provincia de Santiago; 10 de septiembre de 1966) es una administradora, académica y política dominicana. Es la vicepresidenta de la República Dominicana desde el 16 de agosto de 2020, bajo la presidencia de Luis Abinader.

## Biografía
Nació en Santiago de los Caballeros, República Dominicana, el 10 de septiembre de 1966. Es hija del empresario tabaquero Leocadio Peña Guillén y de Estela Rodríguez de Peña.
Cursó sus estudios primarios en el colegio Sagrado Corazón de Jesús y, luego continuó la secundaria en el Colegio De La Salle de Santiago de los Caballeros. Sus estudios superiores fueron realizados en la Pontificia Universidad Católica Madre y Maestra, en la carrera de Administración de Empresas, así como en el área de Educación, Negocios, Finanzas, Emprendimiento e Innovación. Además, Raquel se ha preparado en Incubadoras de Negocios tanto en el país como en el exterior. En el año 2002, recibió el título de Magíster en Administración de Empresas (MBA)-doble titulación con la Universidad de Quebec en Montreal, Canadá.

### Matrimonio y descendencia
En 1987, contrajo matrimonio con Marco José Antuña Cabral(fallecido), con quien tuvo tres hijos: Rosa Estela, Marco José e Isabel Amelia.

### Carrera profesional
Se ha desempeñado como académica desde el año 2000 en instituciones como la Pontificia Universidad Católica Madre y Maestra. Asimismo, hasta marzo de 2020, se encontraba dirigiendo la vicerrectoría de esta academia.

## Carrera política
El 10 de marzo de 2020, Luis Abinader, candidato presidencial del opositor Partido Revolucionario Moderno, anunció en televisión nacional que Peña había sido elegida como su compañera de boleta para disputar la presidencia de la República Dominicana.

### Vicepresidente de la República
Peña, se ha ocupado de las funciones de la política social del gobierno. Era frecuente verla visitar los hospitales públicos, pues era la encargada de dirigir los esfuerzos contra la pandemia de COVID-19.